# Guy Roche
Guy Roche är en musikproducent och låtskrivare som är mest känd för att ha skrivit låtar till Christina Aguilera, såsom What a Girl Wants, I Turn to You, and Come on Over Baby (All I Want Is You). Han har även, tillsammans med Shelly Peiken, komponerat Brandys Never Say Never-singel Almost Doesn't Count.